# Lilium 'Sheherazade'
Lilium 'Sheherazade' — сорт лилий сложного гибридного происхождения из группы ОТ-гибриды, входящий в VIII раздел по классификации третьего издания Международного регистра лилий.
Сорт создан в результате скрещивания тетраплоидных сортов 'Thunderbolt' и 'Black Beauty'.

## Биологическое описание
Высота растений 150—240 см, по другим данным: 190 см.
Листья тёмно-зелёные.
Формирует более 30 пониклых цветков.
Цветки 20—25 см диаметром, ароматные, тёмно-красные, с бело-желтоватым краем и бело-зелёным горлом.
Цветение в середине-конце лета.
Сорт 'Scheherazade' напоминает 'Leslie Woodriff', но имеет более крупные цветки и желтоватый край долей околоцветника.

## В культуре
Зоны морозостойкости: 3—8, согласно другому источнику 4—8.
Почвы: рыхлые, умеренно влажные и хорошо дренированные.
Местоположение: хорошо освещенные солнцем участки или полутень.
Рекомендуется мульчирование и защита от ветра. Осенью побеги удаляют только после того, как листья и стебли пожелтеют.
Пересадка осуществляется весной или осенью.
В Московской области с середины сентября до устойчивых заморозков рекомендуется укрывать посадки полиэтиленовой плёнкой для защиты от сильного намокания почвы. Подсушенная таким образом почва — основа правильной зимовки ОТ-Гибридов в средней полосе России. Необходимы 3—4 подкормки минеральными удобрениями с начала периода распускания листьев до цветения. Навоз применять не рекомендуется.
Почву, особенно в Центрально-Чернозёмной области и южнее, желательно мульчировать. На зиму посадки рекомендуется укрывать хвойным опадом.